# خسیس (فیلم ۱۹۸۰)
خسیس (فرانسوی: L'avare‎) فیلمی در ژانر کمدی به کارگردانی لوئی دوفونس است که در سال ۱۹۸۰ منتشر شد. از بازیگران آن می‌توان به لوئی دوفونس و میشل گالابرو اشاره کرد.